# Chiptune

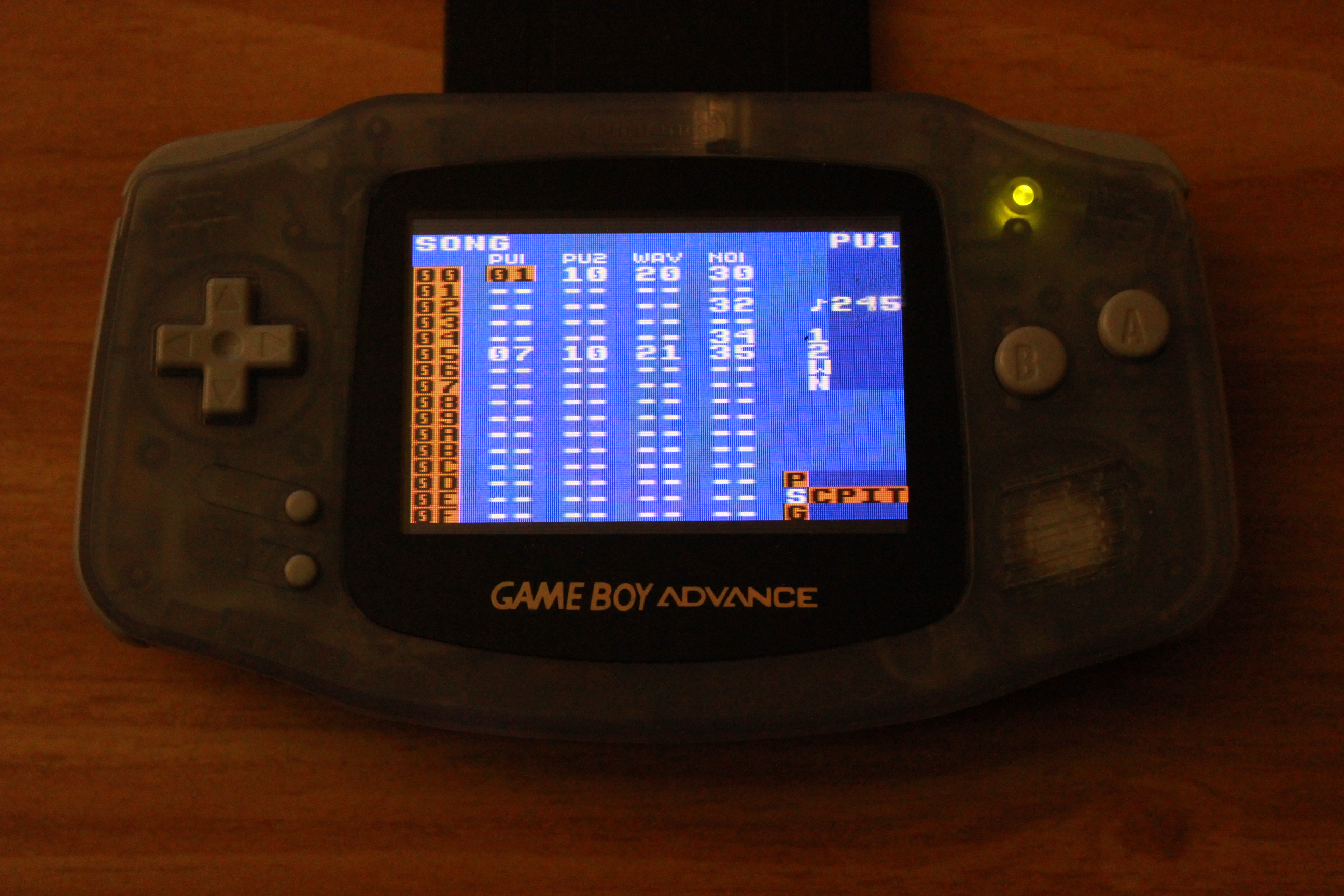
tracker uruchomiony na Game Boy Advance

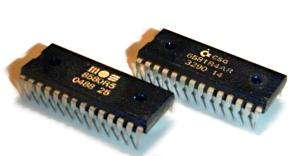
Układy SID

Chiptune (Chip music) – określenie ogółu muzyki generowanej przez układy dźwiękowe.
Ideą jest wykorzystywanie syntezy dźwięku, czyli jego generowania zamiast odtwarzania gotowych próbek. Stosuje się do tego celu takie układy jak np. MOS 6581 lub CO12294, stąd nazwa chiptune (chip – układ scalony). Brzmienia uzyskiwane w ten sposób subiektywnie mogą wydawać się surowe lub też ubogie. Dzieje się tak za sprawą realizowania prostego w porównaniu do syntezatorów, toru syntezy.
Powstało wiele aplikacji przeznaczonych dla współczesnych komputerów, zdolnych do odtwarzania rozmaitych formatów, stosowanych w dawnej muzyce komputerowej. Metoda zapisu w niektórych z nich wzorowana jest na trackerach.

## Historia
Złoty wiek chip music przypada na połowę lat 80. / początek lat 90., kiedy to układy dźwiękowe były najpowszechniej stosowane w komputerach domowych oraz konsolach gier wideo. W tamtym okresie powstała również demoscena, której członkowie tworzyli muzykę za pomocą ówczesnych komputerów.

## Aktualnie
Dziś chiptune uważane jest za odrębny gatunek muzyki elektronicznej. Dzieje się tak za sprawą popularności (głównie w Europie) specyficznych brzmień, generowanych przez chipy dźwiękowe. Nadmienić należy jednak, że w przeciwieństwie do pierwotnych kompozycji chiptune, dzisiejsza forma wzbogacana jest o dodatkowe elementy. Praktyka ta ma na celu zniesienie ograniczeń płynących z samych, oryginalnych układów scalonych.
Istnieją także sprzętowe przystawki w formie kart dźwiękowych, pozwalające na uzyskanie pełnej wierności z oryginalnymi chipami.
Muzyka z gatunku chiptune jest obecnie często stosowana w keygenach, crackach, trainerach.

## Lista popularnych edytorów do chiptune’ów
- Atari ST/E/TT/Falcon
  - Blipp Blopper (1991),
  - Chipmon (1992),
  - Magic Synth (1997),
  - Megatizer,
  - maxYMiser DMA (2005),
  - MusicMon (1991),
  - PSG Tracker,
  - Sound Chip Synth (1999),
  - Sid Sound Designer (1994),
  - Triplex 2k4 (2005)
  - Xlr8 (1993),
  - YM Tracker (1993),
  - Medi (1988)
  - Edsynth (1989)
  - Music maker (1989)
  - CLS Soundchip Editor (1991)
  - S.O.T.E. Tracker (1993)
  - Insignia Trisound Sequencer
  - Music-Editor
  - MV2000
  - PSG Tracker
  - Xbios Music Construction

- Atari XL/XE:
  - Chaos Music Composer
  - Music ProTracker
  - Theta Music Composer
  - Raster Music Tracker

- Amstrad CPC:
  - Noise-Tracker (1989)
  - Soundtrakker (1992)
  - Soundtrakker 128[1] (1993)
  - Advanced Music Creator (1996)
  - STarKos[2] (2004)
  - Advanced Music System, The
  - BooTracker
  - ChaRleyTraCker

- Commodore 64:
  - Voice Tracker[3]
  - GoatTracker 2[4], wieloplatformowy, Windows oraz Linux z biblioteką SDL

- IBM PC:
  - Vortex Tracker II[5] (2002)

- MSX:
  - PSG Tracker (1992)
  - Karoshi’s Caruso (2005)

- ZX Spectrum:
  - Mark Time Music Box (1986)
  - Orpheus Music Assembler (19??)
  - A.Y. Tracker (1992)
  - Sound Tracker (1992)
  - Advanced Sound Master (1992)
  - SQ-Tracker (1993)
  - Super Sonic (1993)
  - Cacofony Pro System (1995)
  - Pro Sound Maker (1995)
  - Pro Tracker 1.x, 2.x (1995), 3.x (1997)
  - Sound Tracker Pro (1996)
  - Fast Tracker (1997)
  - Global Tracker[6] (1998)
  - Pro Sound Creator (1999)
  - Minimal Tracker (2000)
  - Vortex Tracker, Vortex Tracker 2 (dla PC)
  - Beepola (dla PC)
  - Turbo Sound Editor (2005, Turbo Sound)
  - Sound Tracker 3.x

- Game Boy
  - LSDj
  - Nanoloop (one dla Classic, two dla Advance)

## Bazy chiptune’ów
- SNDH -  zbiór muzyki z Atari 16/32 bit w ujednoliconym formacie SNDH – YM2149
- ASMA -  zbiór muzyki z Atari 8 bit – POKEY
- HVSC - zbiór muzyki z Commodore 64 – SID
- KeygenJukebox - zbiór muzyki z key generators, trainers, cracks, intros itp.
- AYGOR - zbiór muzyki w formacie .ay z ZX Spectrum, Amstrad CPC, SAM Coupé
- ModArchive – największa strona poświęcona kolekcji muzyki w oryginalnych formatach